# Chutes Muskrat
Les chutes Muskrat (anglais : Muskrat Falls) étaient une série de rapides de 15 mètres de dénivelé situés sur le fleuve Churchill à environ 25 kilomètres à l'ouest de Happy Valley-Goose Bay, au Labrador. Elles sont au cœur du projet du Bas-Churchill qui vise à exploiter leur potentiel hydroélectrique.

## Description
Au niveau des chutes Muskrat, le lit du fleuve Churchill, large d'environ 1 km en amont, se rétrécit brusquement à une largeur de 130 mètres, en partie barré par la colline Manitu-utshu.
Les rapides étaient à cet endroit très puissants compte tenu du débit moyen important du fleuve de 1 830 m3/s (1 620 m3/s avant la création du réservoir Smallwood) pour une aire de drainage de 92 500 km2 (78 800 km2 avant la création du réservoir Smallwood).
Les chutes Muskrat se composaient de deux séries de rapides aux deux extrémités occidentale et orientale de la colline Manitu-utshu séparés par une zone intermédiaire de 600 mètres de long. Les rapides supérieurs étaient les plus étroits et les rapides inférieurs les plus accidentés. La centrale de Muskrat Falls et son barrage furent implantés sur les rapides aval.

## Histoire
Le potentiel hydroélectrique des chutes Muskrat a été reconnu au début des années 1900 lorsque la Grand River Pulp and Lumber Company basée à Halifax et dirigée par Alfred Dickie a proposé de construire un barrage avec une papeterie. La société abattait du bois à pâte au Labrador et détenait 500 milles carrés de concessions forestières autour de l'estuaire Hamilton Inlet.
Alfred Dickie avait demandé à Terre-Neuve un permis de coupe de bois pour son exploitation sur la rivière Hamilton. Le gouvernement du Québec avait alors déposé une plainte, affirmant que l'exploitation se situait sur le territoire du Québec. Les grumes furent ainsi estampillées comme bois d'œuvre du Québec. Terre-Neuve a refusé d'annuler la licence et un long différend frontalier s'est ensuivi. Le Québec et Terre-Neuve ont porté l'affaire devant le Conseil privé de Londres en 1904, qui a finalement statué en faveur de Terre-Neuve en 1927. Le Québec n'a pas accepté le jugement et son appel est resté dans les livres jusqu'à ce qu'il soit officiellement annulé en 1971.
Aucun barrage ne fut par la suite construit sur la rivière Hamilton renommée fleuve Churchill en 1965.
Au début des années 1970, un levé technique et géotechnique a été effectué pour déterminer le potentiel hydroélectrique du site.
Le premier ministre de Terre-Neuve-et-Labrador Danny Williams créa Nalcor Energy en 2007. Il signa aussi une entente avec la Nouvelle-Écosse pour la construction d’une infrastructure maritime pouvant transporter l'énergie.
Le projet Muskrat Falls fut officialisé en 2012, présenté comme le mégaprojet hydroélectrique du bas du fleuve Churchill. Le barrage de Muskrat Falls et toute l'infrastructure de production d'électricité qui s'y rattache sont destinés à acheminer l'électricité produite de Terre-Neuve à la Nouvelle-Écosse. L'ambition du projet était l'autonomie énergétique et la création de profits devant stimuler l'économie provinciale.
Le site est finalement développé dans le cadre du projet du Bas-Churchill, malgré les préoccupations d'empoisonnement au méthylmercure par les chercheurs et les Inuits,,.
La mise en eau du réservoir a été achevée en 2019 avec l'inondation de 41 km2 de terrain pour créer le réservoir de 101 km2. Le confinement se fait par un barrage en béton en deux parties d'une longueur totale de 757 mètres.
Le barrage a détruit les rapides inférieurs tandis que le lac de barrage a inondé les rapides supérieurs.
Le fleuve alimentera une centrale de 834 MW.
En juillet 2021, le premier ministre du Canada a annoncé que le gouvernement fédéral apporterait une aide de 5,2 milliards CA$ au projet, car les couts totaux ont plus que doublé par rapport au devis initial (de 6,2 à plus de 13 milliards). Le Québec a protesté contre cette décision qu'il estime faire de la concurrence déloyale à sa propre entreprise de production électrique Hydro Québec, ainsi que 
des nations Innues qui demandent à être consultées en particulier sur les compensations qui leur seraient dues et sur ses conséquences environnementales,.

## Présence supposée d'un sous-marin allemand
Des histoires remontant à des décennies suggèrent que des sous-marins allemands auraient serpenté pendant la Seconde Guerre mondiale le long du fond de la rivière Hamilton et profondément dans le Labrador. En 2012, des chercheurs ont pensé avoir trouvé un sous-marin allemand, U-Boot enfoui dans le sable au fond du fleuve Churchill, la découverte devant encore être authentifiée.
En 2010, les chercheurs ont parcouru le fond de la rivière Churchill avec un sonar à balayage latéral. Ils cherchaient trois hommes perdus au-dessus de Muskrat Falls. Lorsqu'ils ont examiné les images de cette recherche, ils ont fait une découverte inattendue, ont trouvé un objet de 30 mètres de long au fond de la rivière Churchill pouvant être un U-Boot reconnu par le plongeur Brian Corbin. Cependant, l'examen des enregistrements historiques montre que cela est peu probable, et les images du sonar étaient assez granuleuses.
La région était stratégiquement importante pendant la Seconde Guerre mondiale. Une base de l'armée de l'air, que l'United States Army a utilisé intensivement pendant la guerre, a été construite au début des années 1940 et fonctionne, la 5e Escadre Goose Bay étant la principale unité de la base des Forces canadiennes Goose Bay.
L'histoire d'un sous-marin échouant dans la rivière Churchill a fait l'objet du roman Hard Aground écrit par Walter Sellars et publié en 2012. Dans cette histoire, l'équipage fait défaut. Au fil des ans, beaucoup ont pris cette histoire fictive pour un fait historique.